# Karasuk (città)
Karasuk (in lingua russa Карасук) è una città situata nell'Oblast' di Novosibirsk, in Russia, sul fiume karasuk a 648 chilometri dal capoluogo del territorio, Novosibirsk; venne fondata nella fine del XVIII secolo e ricevette lo status di città nel 1954.